# الحمام (حزم العدين)

تعديل مصدري - تعديل

الحمام محلة تابعة لقرية المقبيب، التابعة لعزلة الاسلوم بمديرية حزم العدين إحدى مديريات محافظة إب في الجمهورية اليمنية، بلغ تعداد سكانها 72 حسب تعداد اليمن لعام 2004.